# Alejandro Camacho
Alejandro Camacho  (Mexikóváros, 1954. július 11. –) mexikói színész, producer.

## Filmográfia

### Telenovellák
- Yo no creo en los hombres (2014) - Claudio Bustamante
- Abismo de pasión (Bűnös vágyak) (2012) - Augusto Castañón
- Para Volver a Amar (2010–2011) - Braulio Longoria
- Alma de Hierro (2008–2009) - José Antonio Hierro Ramírez
- Bajo la misma piel (2003–2004) - Bruno Murillo Valdez
- El alma herida (2003) - Salvador Granados
- Tres mujeres (1999–2000) - Salvador Ortega
- Amor gitano (1999) - Rodolfo Farnesio
- Huracán (1997–1998)
- Mi pequeña traviesa (1997–1998) - Dr. Raúl
- La sombra del otro (1996) - Iván Lavarta
- Imperio de cristal (1994–1995) - Augusto Lombardo Arizmendi
- Muchachitas (1991–1992) - Federico Cantú
- La sonrisa del Diablo (1992) - Mysterious guy
- El extraño retorno de Diana Salazar (1988–1989) - Dr. Omar Santelmo
- Cuna de lobos (1986–1987) - Alejandro Larios Creel
- El àngel caído (1985) - Roberto Florescano
- Angélica (1985) - Guillermo
- La traición (1984) - Absalon
- Cuando los hijos se van (1983) - Ignacio
- Vanessa (1982) - Juan Reyes
- Juegos del destino (1981) - Álvaro
- Soledad (1981)

## Producerként
- Huracán (1997)